# Nakajima B3N
Il Nakajima B3N fu un aerosilurante/bombardiere monomotore biplano sviluppato dall'azienda aeronautica giapponese Nakajima Hikōki KK nei primi anni trenta e rimasto allo stadio di prototipo.
Caratterizzato principalmente dalla singolare velatura a doppia ala di gabbiano, ad una valutazione comparativa delle autorità della Dai-Nippon Teikoku Kaigun Kōkū Hombu, la componente aerea della Marina imperiale giapponese, fu ritenuto inferiore allo Yokosuka B3Y ed il suo sviluppo venne abbandonato.

## Storia del progetto
Nel 1932 la Marina imperiale emise una specifica, indicata come 7-Shi, per la fornitura di un nuovo aerosilurante/bombardiere per sostituire il carente Mitsubishi B2M ed il suo predecessore Mitsubishi B1M ancora in servizio sulle portaerei della propria flotta. A tale scopo vennero contattate due aziende aeronautiche nazionali, la Mitsubishi Jūkōgyō e la Nakajima Hikōki, con ciascuna delle quali venne stipulato un contratto per la fornitura di due prototipi da avviare a valutazioni comparative.
L'ufficio tecnico della Nakajima elaborò un progetto dall'impostazione generale convenzionale, un monomotore triposto ad abitacoli separati disposti in tandem, velatura biplana e carrello fisso, ma con singolari scelte tecniche che gli conferivano un aspetto insolito. La fusoliera, realizzata in tubi d'acciaio saldati, era di sezione circolare dal diametro ridotto, mentre i piani della velatura erano ad ala di gabbiano (con disposizione invertita nel caso di quella inferiore), con le gambe di forza del carrello principale di lunghezza estremamente ridotta e collegate alla zona di piegatura dell'ala; le ali unite tra loro da una coppia di montanti "ad N", con le radici alari che, da una vista frontale del velivolo, andando a collegarsi alla fusoliera formavano una "X", soluzione che garantiva un maggiore campo visivo per tutto l'equipaggio e, con la collocazione del siluro o delle bombe direttamente sotto la fusoliera, una migliore aerodinamicità complessiva del velivolo.
Per la propulsione venne scelto il nuovo motore Nakajima Hikari allora in fase di sviluppo, un radiale 9 cilindri raffreddato ad aria in grado di erogare una potenza di 700 hp (522 kW), abbinato ad un'elica tripala metallica a passo fisso.
Ai due prototipi costruiti nel 1933 dalla Nakajima, indicati con la designazione aziendale interna Nakajima Y3B, la Marina imperiale assegnò, in base alle disposizioni allora vigenti, la designazione ufficiale "lunga" Aereo da attacco imbarcato sperimentale 7-Shi, o anche, secondo il sistema di designazione "corto",  B3N1, tuttavia la motorizzazione si rivelò non ancora affidabile, fattore che influì negativamente sul giudizio della commissione esaminatrice che concluse il proprio mandato dichiarando il modello non idoneo al servizio. Tuttavia anche il modello presentato dalla Mitsubishi, il 3MT10 motorizzato Rolls-Royce Buzzard, ebbe grossi problemi di sviluppo, con il solo prototipo fino ad allora realizzato perso per un incidente in fase di decollo nel 1934. La Marina imperiale decise quindi di ordinare un progetto alternativo all'ufficio di progettazione "Kūgishō", il Primo arsenale tecnico aeronavale di Yokosuka, il quale, beneficiando dello studio degli insuccessi dei due progetti precedenti, riuscì ad evitare i loro difetti presentando un modello che risultò soddisfacente ed avviato alla produzione in serie, lo Yokosuka B3Y.

## Utilizzatori
Giappone
- Dai-Nippon Teikoku Kaigun Kōkū Hombu

### Annotazioni
1. ↑  La bibliografia anglofona, diventata poi internazionalmente riconosciuta, attribuisce spesso come costruttore l'arsenale navale della Marina imperiale giapponese presso Yokosuka mentre la bibliografia giapponese cita il Kūgishō (空技廠) come contrazione del termine "Kōkū Gijutsu-shō".

### Fonti
1. 1 2 3  Mikesh e Abe 1990, p. 231.
2. ↑  Mikesh e Abe 1990, p. 280.
3. ↑  Mikesh e Abe 1990, pp. 230-231.
4. ↑  Mikesh e Abe 1990, p. 170.
5. ↑  Mikesh e Abe 1990, pp. 280-281.